# Mlecz (trawienie)
Mlecz – ogólne określenie dwóch płynów w układzie pokarmowym: 
- chymus – kwaśna zawartość żołądka powstała wskutek trawienia spożytego pokarmu przez sok żołądkowy;
- chylus (limfa trawienna) – limfa o wysokiej zawartości lipidów, odpływająca z obszaru jelit.